# Gisela Uhlen

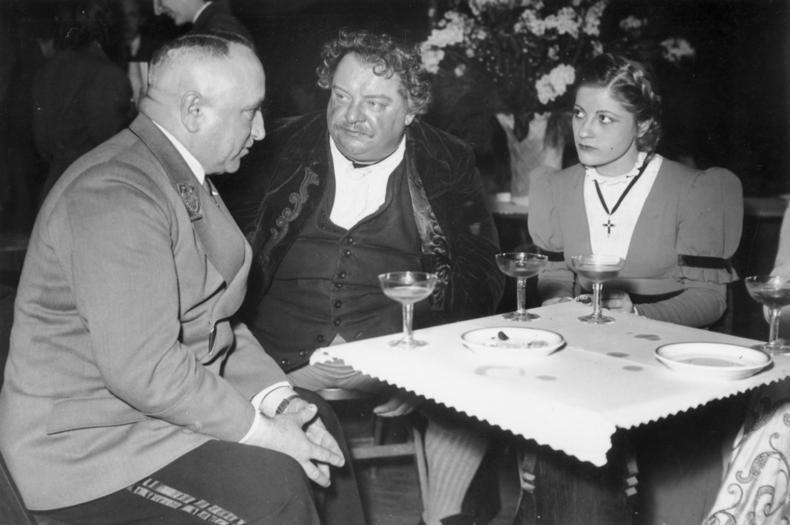
Gisela Uhlen mit Robert Ley und Heinrich George (Mitte) bei einem Gastspiel des Schillertheaters im besetzten Frankreich 1941

Gisela Uhlen (* 16. Mai 1919 in Leipzig als Gisela Friedlinde Schreck; † 16. Januar 2007 in Köln) war eine deutsche Schauspielerin, die auch als Tänzerin, Drehbuchautorin, Synchron-  und Hörspielsprecherin arbeitete. Ab 1936 spielte sie in mehr als 60 Filmen, 80 Fernsehspielen und über 100 Bühnenstücken mit.

## Leben und Werk
Uhlen wurde 1919 in Leipzig als viertes Kind des gelernten Opernsängers Augustin Schreck und seiner Ehefrau Luise Frieda Richter (1883–1964) geboren. Die Großeltern väterlicherseits waren der Oberlehrer Matthias Schreck und Wilhelmine Hammer. Einige Quellen, darunter die Künstlerin selbst, behaupteten später, der Schauspieler Max Schreck sei ein Bruder ihres Vaters gewesen; Belege dafür wurden nicht gefunden. Die Mutter hatte von ihren Eltern eine Spirituosenfabrik geerbt, deren Leitung ihr Ehemann übernahm. Unterdessen litt das Familienleben unter den Gewaltausbrüchen Augustin Schrecks, während ihre Mutter, eigene Ambitionen begrabend, das musische Talent der Tochter förderte.
So besuchte Uhlen bereits als Fünfjährige die Mary-Wigman-Schule für modernen Ausdruckstanz am Leipziger Konservatorium. Mit elf Jahren riss sie einmal von zu Hause aus und fuhr auf eigene Faust nach Hamburg. Später erlernte sie klassisches Ballett und Akrobatik. Im Alter vom 14 Jahren hatte sie ihren ersten öffentlichen Auftritt als Page Motte in Shakespeares Stück Verlorene Liebesmüh, einer Inszenierung des Leipziger Schauspielhauses. Mit etwa 15 Jahren trat sie in Leipziger Kabaretts auf und verließ schließlich das Elternhaus, um nach Berlin zu ziehen. In dieser Zeit entschied sie sich für den Beruf der Schauspielerin und wählte ihren Künstlernamen.
Nachdem Uhlen in Berlin eine Schauspielausbildung bei Lilly Ackermann absolviert hatte, debütierte sie 1936 in dem UFA-Spielfilm Annemarie in der Hauptrolle als Organistin. Bereits mit ihren ersten Filmen fand sie großen Anklang beim Kinopublikum. 1936 debütierte sie auch am Schauspielhaus Bochum und erhielt dort ein Engagement unter dem Intendanten Saladin Schmitt. Zwei Jahre später holte Heinrich George sie an das Schillertheater in Berlin. Im selben Jahr verkörperte sie in dem Film Tanz auf dem Vulkan eine Kollegin des berühmten französischen  Schauspielers Jean-Gaspard Debureau (1796–1846, gespielt von Gustaf Gründgens).
In weiteren UFA-Produktionen spielte Uhlen Soldentenbräute, naive junge Frauen und übernahm auch erste Charakterrollen. Sie trat in mehreren NS-Propagandafilmen auf, etwa in Ohm Krüger und Die Rothschilds. Ihre Haupttätigkeit war jedoch seit 1938 am Schillertheater. Von 1944 an wurde Uhlen in der sogenannten Gottbegnadeten-Liste des Reichspropagandaministeriums geführt.
Nach dem Zweiten Weltkrieg wurde Uhlen als politisch nicht vorbelastet eingestuft und konnte rasch in ihren Beruf zurückkehren. Sie begann auch Drehbücher zu schreiben. 1949 inszenierte sie mit ihrem dritten Ehemann, Hans Bertram, das Filmdrama Eine große Liebe; darin übernahm sie nicht nur die weibliche Hauptrolle, sondern schrieb auch am Drehbuch mit. Der Film fiel beim Publikum und der Kritik gleichermaßen durch. Ähnlich erging es dem Film Ein Leben lang, dessen Drehbuch sie ebenfalls verfasst hatte. Zugleich blieb sie dem Theater treu und spielte auf Bühnen in Berlin, Bochum, Frankfurt am Main, Hamburg, München und Stuttgart in Stücken von Jean Anouilh, Thornton Wilder, Bernhard Shaw und Bertolt Brecht.
Bedingt durch einen Rechtsstreit mit Bertram um das elterliche Sorgerecht für die gemeinsame Tochter setzte sich Uhlen, von Interpol verfolgt, nach Gastspielen am Stadttheater Basel und dem Schauspielhaus Zürich am 22. April 1954 nach Ost-Berlin ab. Hier spielte sie am Deutschen Theater, dem Maxim-Gorki-Theater und der Berliner Volksbühne und drehte Filme bei der DEFA. Sie heiratete den Regisseur Herbert Ballmann und wirkte in mehreren seiner Filme mit.
1960 kehrte Uhlen in die Bundesrepublik zurück, wo sie von Boleslaw Barlog erneut an das Schillertheater verpflichtet wurde. In den 1960er Jahren spielte sie in drei der damals populären Edgar-Wallace-Verfilmungen mit, darunter Die Tür mit den sieben Schlössern, und wurde so einem breiten Fernsehpublikum bekannt. Von da an erhielt sie Rollen in Krimiserien wie Der Kommissar, Derrick und Der Alte. Anerkennung brachte Uhlen 1979 ihre Besetzung in der Rolle der Mutter in dem Filmdrama Die Ehe der Maria Braun von Rainer Werner Fassbinder: Sie wurde mit dem Bundesfilmpreis in Gold ausgezeichnet.

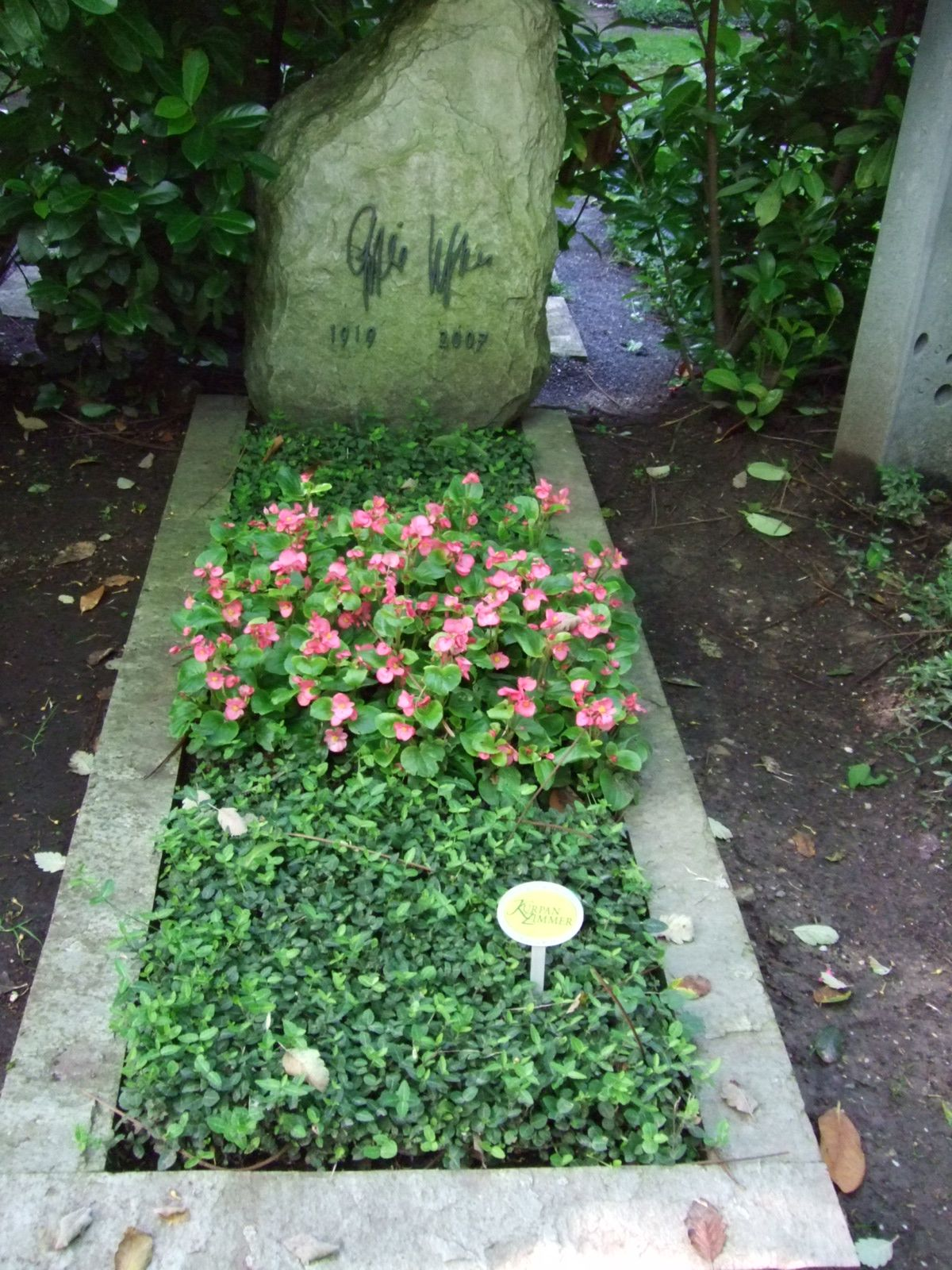
Uhlens Grab auf dem Melaten-Friedhof in Köln

Zu Beginn der 1980er Jahre gründete sie die Wanderbühne Gisela Uhlen, an der sie unter anderem mit ihrer Tochter Susanne in Gespenster von Henrik Ibsen auftrat. Späte Popularität erreichte sie noch einmal Anfang der 1990er Jahre in der Fernsehserie Forsthaus Falkenau. In Zürich sorgte sie 1991 für Aufsehen, als sie in Thomas Hürlimanns Bühnenstück Der letzte Gast den alternden Schauspieler Oskar Werner (1922–1984) verkörperte. Im Jahr darauf spielte sie in Jaco van Dormaels Spielfilm Toto, der Held. Zunehmend kritisch äußerte sie sich zum zeitgenössischen Regietheater, an dem sie Selbstdarstellung statt künstlerischem Spiel, Sprachverfall und die Dominanz von Gewaltorgien beklagte.
Gisela Uhlen war sechsmal verheiratet. Ihre erste Ehe ging sie mit dem Ballettmeister Herbert Freund (1903–1988) ein. Eine zweite Ehe führte sie mit dem Regisseur Kurt Wessels. Danach heiratete sie den Piloten und Regisseur Hans Bertram (1906–1993). Aus dieser Ehe stammte eine Tochter, Barbara Bertram (1945–2023). Im Jahr 1953 heiratete Uhlen den Schauspieler Wolfgang Kieling (1924–1985). 1955 kam eine gemeinsame Tochter, die Schauspielerin Susanne Uhlen, zur Welt. In fünfter Ehe war Gisela Uhlen mit dem Regisseur Herbert Ballmann (1924–2009) verheiratet, mit dem sie an dem Film Das Traumschiff arbeitete. Ihre letzte Ehe führte sie mit dem Tontechniker Beat Hodel; 1985 wurden sie geschieden.
Ihre Lebenserinnerungen hielt Gisela Uhlen in drei Büchern fest: Mein Glashaus (1978), Meine Droge ist das Leben (1993) und Umarmungen und Enthüllungen. Collagen eines Lebens (2002). Ende 2005 übergab Uhlen dem Filmmuseum Potsdam einen Teil ihrer privaten Sammlung mit Fotos, Zeitungsartikeln und Filmaccessoires zur Aufbewahrung und Nutzung.
Ihre letzten Lebensjahre verbrachte sie zurückgezogen in Köln, wo ihre Tochter Susanne lebt. Sie erkrankte an Lungenkrebs und starb im Januar 2007 im Alter von 87 Jahren. Sie wurde auf dem Kölner Melaten-Friedhof bestattet.

## Filmografie (Auswahl)
- 1936: Annemarie. Die Geschichte einer jungen Liebe
- 1938: Liebelei und Liebe
- 1938: Tanz auf dem Vulkan
- 1939: Mann für Mann
- 1939: Der letzte Appell (unvollendet)
- 1939: Morgen werde ich verhaftet
- 1940: Zwischen Hamburg und Haiti
- 1940: Die unvollkommene Liebe
- 1940: Die Rothschilds
- 1941: Ohm Krüger
- 1942: Symphonie eines Lebens
- 1942: Rembrandt
- 1942: Zwischen Himmel und Erde
- 1942: Schicksal
- 1942: Der 5. Juni
- 1943: Die beiden Schwestern
- 1943: Symphonie eines Lebens
- 1944: Die Zaubergeige
- 1945: Der stumme Gast
- 1949: Eine große Liebe
- 1950: Der fallende Stern
- 1951: Der schweigende Mund
- 1952: Türme des Schweigens
- 1953: Das Lächeln der Gironada (Fernsehfilm)
- 1955: Robert Mayer – Der Arzt aus Heilbronn
- 1956: Mirandolina
- 1956: Das Traumschiff
- 1957: Herr Lamberthier
- 1958: Emilia Galotti
- 1958: Der Prozeß wird vertagt
- 1959: Reifender Sommer
- 1960: Der Groß-Cophta (Fernsehfilm)
- 1960: Mit 17 weint man nicht
- 1961: 1913 (Fernsehfilm)
- 1961: Ruf zur Leidenschaft (Fernsehfilm)
- 1961: Biographie und Liebe (Fernsehfilm)
- 1961: Die kleinen Füchse (Fernsehfilm)
- 1962: Sind wir das nicht alle? (Fernsehfilm)
- 1962: Das Mädchen und der Staatsanwalt
- 1962: Der Gärtner von Toulouse (Fernsehfilm)
- 1962: Die Tür mit den sieben Schlössern
- 1963: Das indische Tuch
- 1963: Aufstand der Gehorsamen (Fernsehfilm)
- 1963: Dr. Joanna Marlowe (Fernsehfilm)
- 1964: Das Kriminalmuseum – Der Schlüssel (Fernsehserie)
- 1964: Der Mann nebenan (Fernsehfilm)
- 1964: König Richard III. (Fernseh-Zweiteiler)
- 1964: Eurydike (Fernsehfilm)
- 1964: Der Apoll von Bellac (Fernsehfilm)
- 1964: Der Mitternachtsmarkt (Fernsehfilm)
- 1965: Hotel der toten Gäste
- 1965: Ferien mit Piroschka
- 1965: Die eigenen vier Wände
- 1966: Unser Sohn Nicki (Fernsehserie)
- 1966: Geschlossene Gesellschaft (Fernsehfilm)
- 1966: Kein Freibrief für Mord (Fernsehfilm)
- 1966: Der Bucklige von Soho
- 1967: Der Panamaskandal (Fernsehfilm)
- 1967: Der schöne Gleichgültige (Fernsehfilm)
- 1967: Der Tod läuft hinterher (Fernseh-Dreiteiler)
- 1967: Das Kriminalmuseum – Teerosen (Fernsehserie)
- 1967: Polizeifunk ruft – Zwei Promille (Fernsehserie)
- 1968: Das Kriminalmuseum – Die Reifenspur (Fernsehserie)
- 1968: Lady Hamilton – Zwischen Schmach und Liebe
- 1968: Herr Hesselbach und der Graf von Hesselbach
- 1969: Die Zimmerschlacht (Fernsehfilm)
- 1969: Dr. med. Fabian – Lachen ist die beste Medizin
- 1970: Der Kommissar – In letzter Minute (Fernsehserie)
- 1971: Leiche gesucht (Fernsehfilm)
- 1972: Ferdinand Lassalle (Fernsehfilm)
- 1973: Besuch im Landhaus (Fernsehfilm)
- 1974: Drei Männer im Schnee
- 1975: Tatort – Als gestohlen gemeldet (Fernsehreihe)
- 1975: Bis zur bitteren Neige
- 1975: Der Edelweißkönig
- 1976: Tatort – Zwei Leben (Fernsehreihe)
- 1976: Lobster – Stirb! (Fernsehserie)
- 1976: Die Hellseherin
- 1977: Frauen in New York
- 1977: Polizeiinspektion 1 – Weiberleut (Fernsehserie)
- 1978: Derrick – Ute und Manuela (Fernsehserie)
- 1979: Die Ehe der Maria Braun
- 1980: Derrick – Die Entscheidung (Fernsehserie)
- 1982: Wir haben uns doch mal geliebt
- 1982: Meister Eder und sein Pumuckl
- 1983: Die zweite Frau (Fernsehfilm)
- 1986: Der Alte – Falsch verbunden (Fernsehserie)
- 1990: Ein Heim für Tiere – Der Rabe und das Äffchen (Fernsehserie)
- 1990: Derrick – Solo für Vier (Fernsehserie)
- 1991: Toto der Held (Toto le héros)
- 1992: Zürich – Transit
- 1992–1995: Der Landarzt (Fernsehserie, 3 Folgen)
- 1996: Edgar Wallace – Die Katze von Kensington
- 1996: Kommissar Rex – Unter Hypnose (Fernsehserie)
- 1997: Der Coup
- 1998: Tatort – Bildersturm (Fernsehreihe)
- 1989–2006: Forsthaus Falkenau (Fernsehserie, 73 Folgen)
- 2002: Edgar Wallace: Das Haus der toten Augen
- 2002: SOKO Kitzbühel – Wilderer (Fernsehserie)

## Theaterrollen
- 1953: Minna von Barnhelm von Gotthold Ephraim Lessing
- 1957: Lysistrata nach Aristophanes
- 1958: Die Dreigroschenoper von Bertolt Brecht
- 1962: Die kleinen Füchse von Lillian Hellman
- 1964: Der Mann von nebenan von Norman Ginsbury
- 1964: Ein Leben lang von William Saroyan
- 1966: Geschlossene Gesellschaft von Jean-Paul Sartre
- 1969: Die Zimmerschlacht von Martin Walser
- 1972: Heiraten von George Bernard Shaw
- 1974: Das Mißverständnis von Albert Camus
- 1976: Frauen in New York von Clare Booth
- 1977: Marie Tudor von Victor Hugo
- 1977: Wer hat Angst vor Virginia Woolf? von Edward Albee
- 1984: Der Besuch der alten Dame von Friedrich Dürrenmatt
- 1986: Die Irre von Chaillot von Jean Giraudoux
- 1990: Die Physiker von Friedrich Dürrenmatt
- 1992: Die Glasmenagerie von Tennessee Williams
- 1993: Hedda Gabler von Henrik Ibsen
- 1997: Mord im Pfarrhaus von Agatha Christie

## Hörspiele
- 1957: Hans J. Rehfisch: Oberst Chabert (Diane) – Regie: Hans Busse (Rundfunk der DDR)
- 1998: Thea Dorn: Marleni. Preußische Diven blond wie Stahl (Leni Riefenstahl) – Regie: Jörg Jannings (Sender Freies Berlin / Ostdeutscher Rundfunk Brandenburg / Radio Bremen)

## Schriften
- Mein Glashaus. Roman eines Lebens. Bayreuth 1978, ISBN 3-7770-0178-3.
- Meine Droge ist das Leben. Weinheim, Berlin 1993, ISBN 3-88679-199-8.
- Umarmungen und Enthüllungen. Collage eines Lebens. 2002, ISBN 3-932529-33-2.